# Clusiosoma macalpinei
Clusiosoma macalpinei es una especie de insecto del género Clusiosoma de la familia Tephritidae del orden Diptera.

## Historia
Permkam & Hancock la describieron científicamente por primera vez en el año 1995.